# Fundació Festa Major de Gràcia
Fundació Festa Major de Gràcia, anteriorment Federació Festa Major de Gràcia, és una entitat del barri barceloní de Gràcia fundada el 1956. L'ens aglutina les associacions i comissions de festes de carrer i s'encarrega de l'estructuració, consolidació i continuïtat de la Festa Major de Gràcia. També estableix el calendari i vetlla per la promoció, coordinació i desenvolupament del conjunt de manifestacions que anualment configuren aquesta festa.
La festivitat es remunta el 1817, però no va ser fins a l'any 1935 que sorgí la necessitat d'organitzar-se comunament sota una entitat paraigua, encara que aquest projecte seria truncat per la Guerra Civil. Tanmateix, aquest seria recuperat el 1956 amb la creació de la "Federación de Comisiones y Asociaciones de la Fiesta Mayor de Gracia" i presidida per Gaspar Ribé i Carbó. La fundació és presidida per Carla Carbonell des de 2014.
La Generalitat de Catalunya va guardonar l'ens amb la Creu de Sant Jordi el 2012 pel fet de «contribuir amb eficàcia a la continuïtat d'una tradició que es remunta a les primeres dècades del segle xix i que constitueix un dels esdeveniments festius més populars de Barcelona i una de les millors expressions de cultura democràtica en espai urbà». L'any que la Festa Major celebrava el seu bicentenari, l'entitat rebé el Premi Nacional de Cultura 2018 per ser «un veritable motor cultural de la Vila de Gràcia mitjançant l'impuls i el reforçament d'un vigorós teixit associatiu profundament arrelat».